# The Wittenburg Door
The Wittenburg Door, manchmal auch nur The Door, war ein Magazin für Satire und Humor aus dem Umfeld von Theologie und Christentum. Es wurde sechsmal im Jahr von der in Dallas, Texas befindlichen Trinity Foundation herausgegeben.
Das Magazin begann 1971 in San Diego, Kalifornien als The Wittenburg Door. Der Name spielt auf den Anschlag der 95 Thesen Martin Luthers an die Schlosskirche in Wittenberg an. Die unabsichtliche Falschschreibung wurde nach Drucklegung beibehalten. Gründer war der Pfarrer und Journalist Mike Yaconelli. Das Magazin wandte sich anfangs im Stile einer Schülerzeitung vor allem an Jugendliche im evangelikalen Umfeld und war in vielen christlichen Leihbibliotheken verbreitet.
Einige Beiträge und Interviews wurden überregional bekannt und zudem separat in Buchform veröffentlicht. Gerade aufgrund der spezifischen Zielgruppe gelang es unter anderem, Harry Shearer, Arianna Huffington, Al Sharpton und Steve Allen für Interviews zu gewinnen. Bekannt wurden ein ungewöhnlich persönliches Interview mit Rush Limbaugh wie auch Gespräche mit Nick Page und Jerry B. Jenkins. Als Buchveröffentlichungen gab Robert Darden Magazinbeiträge unter anderem unter den Titeln On the Eighth Day God Laughed und The Door Interviews: Take Two heraus. Becky Garrisons Buch Red and Blue God, Black and Blue Church stellt satirische Analysen der interreligiösen Debatten nach der Präsidentschaftswahl in den Vereinigten Staaten 2004 aus dem Magazin zusammen. Bekannt sind insbesondere Rubriken wie der Theologe des Jahres, die unter anderem Tamara Faye Messner und Woody Allen aufnahmen.
1996 kaufte die Trinity Stiftung die Eigentümerrechte. Zwischenzeitlich wurden auch andere Religionen satirisch behandelt. Seit 2007 befand sich das Magazin unter der Leitung des Satirikers John Irving Bloom und war wieder vor allem christlichen Themen zugewandt. Im Jahr 2008 wurde das Magazin eingestellt.